# Here We Go (utwór muzyczny PeR)
Here We Go – utwór łotewskiego zespołu muzycznego PeR, napisany przez Ralfsa Eilandsa i Arturasa Burke’a, wydany w 2013 i umieszczony na debiutanckim albumie grupy pt. PeR (2012).
W 2013 zwyciężył w programie Dziesma 2013, do którego został dopuszczony jako jedna ze 122 propozycji. Dzięki wygranej w programie reprezentował Łotwę podczas 58. Konkursu Piosenki Eurowizji. W maju został zaprezentowany przez zespół w drugim półfinale konkursu i zajął ostatnie, 17. miejsce.
W sierpniu 2013 utwór został wykonany przez PeR w koncercie Top of the Top podczas Sopot Festival 2013.